# IBM 5100

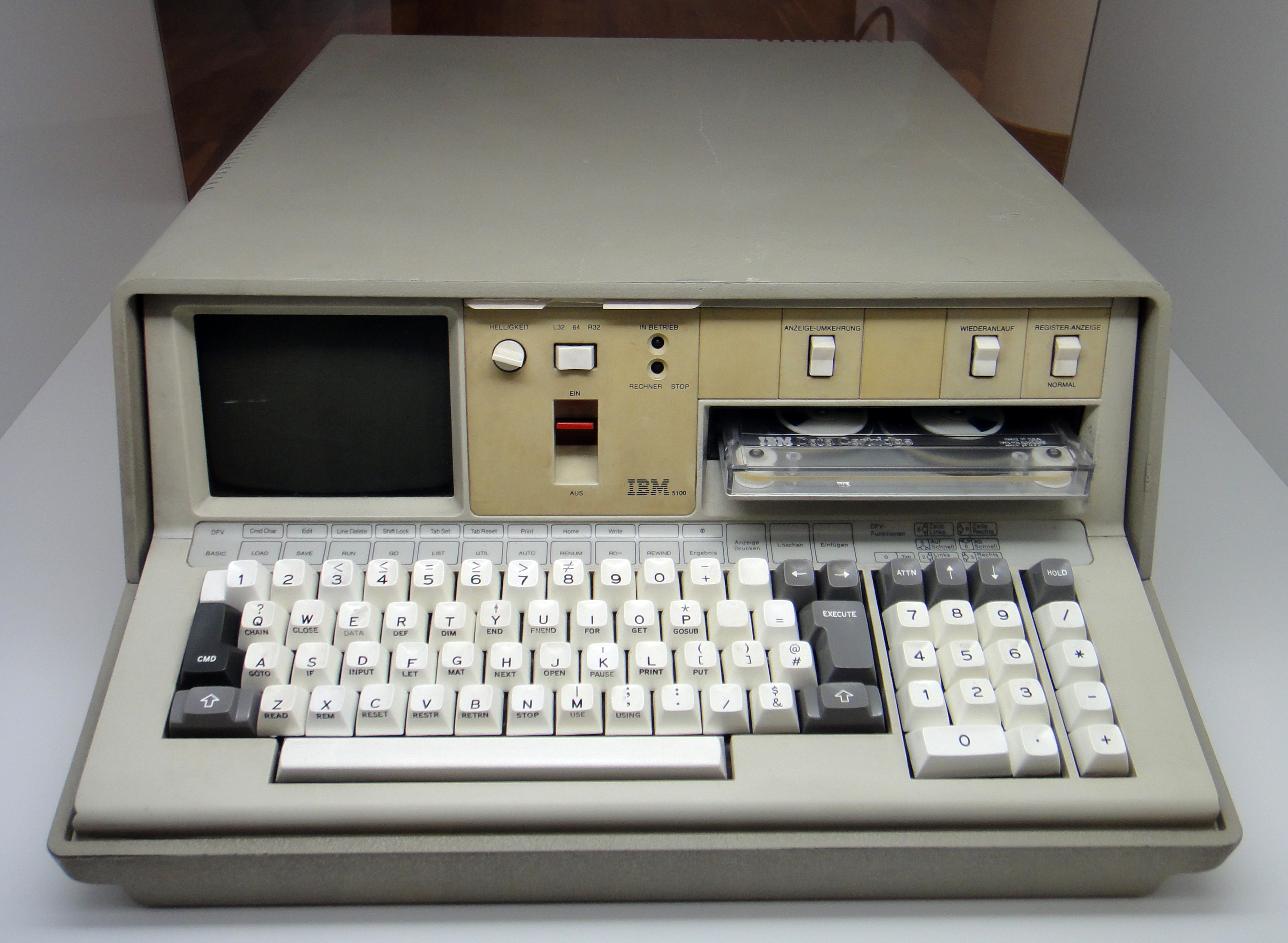
IBM 5100 포터블 컴퓨터의 모습.

IBM 5100 포터블 컴퓨터(IBM 5100 Portable Computer)는 1975년 9월에 선보인 포터블 컴퓨터이다. (최초의 포터블 컴퓨터 중 하나이지만, 맨 처음은 아니다) 당시 IBM 개인용 컴퓨터가 있은지 6년 전의 일이다. SCAMP(Special Computer APL Machine Portable)라는 이름의 프로토타입에서 발전한 형태로, IBM 팰로앨토 과학 센터에서 1973년 개발되었다. 1978년 1월에 IBM은 사촌 격인 IBM 5110을 발표하였고, 1980년 2월에 IBM은 IBM 5120을 발표하였다. 5100은 1982년 3월에 물러났다.
IBM PC가 1981년 선보였을 때, 원래 5100 시리즈에 넣기 위해 IBM 5150으로 표기할 예정이었으나 이 아키텍처는 IBM 5100의 직접적인 파생작이 아니다.

## 개요
IBM 5100은 PALM(Put All Logic in Microcode)이라는 이름의 16비트 프로세서 모듈에 기반을 두고 있다. IBM 5100 유지보수 정보 매뉴얼은 PALM 모듈을 컨트롤러(controller)로 부르기도 했다. PALM은 64 KiB 메모리에 직접 접근할 수 있었다. IBM 5100의 일부 구성에는 총 크기가 64 KiB 이상인, 실행 가능한 ROS (롬)와 램 메모리가 있었으므로 단순한 뱅크 전환이 사용되었다. 실제 APL과 BASIC 인터프리터는 별도의 언어 ROS 주소 공간에 저장되었고, PALM은 이를 주변 기기로 다루었다. 가격대는 $11,000  (16k 모델)에서 $20,000 (64k)까지 이루어져 있었다.

### 휴대용 개인용 컴퓨터
1975년 12월 바이트지는 "IBM이여, 개인용 컴퓨팅에 온 것을 환영한다"고 언급했다. 이 잡지는 5100을 "50-lb 무게의 상호작용 PC 패키지"로 기술하면서 "프리미엄 가격이긴 하지만 개인용 컴퓨터는 산업 생산 및 서비스 거인으로부터의 하나의 진입점이 된다"고 언급했다.

### 디스플레이
5100은 내부 CRT (5인치 대각선 기준)를 갖추고 있고 16줄 64자를 표시한다. IBM은 사용자가 각 줄에 64자를 모두 보게 할지, 아니면 좌우측에 32자만 보이게 할지의 옵션을 제공했다. 또, 진단 목적으로 512 바이트의 첫 기본 메모리를 16진수로 표시하는 스위치도 있었다.

### 대용량 기억 장치
대용량 기억 장치에 대한 IBM의 해결책은 204 킬로바이트를 저장할 수 있는 표준 DC300 카트리지를 사용하는 쿼터 인치 카트리지(QIC) 자기 테이프 드라이브에 의해 제공되었다.

### 외부 모니터
외부 비디오 모니터 (또는 수정된 텔레비전 수상기)는 후면 패널의 BNC 단자를 통해 IBM 5100에 연결할 수 있었다.

### 통신 어댑터
1975년 9월 IBM은 IBM 5100 통신 어댑터를 발표하였으며, 이것은 5100이 원격 시스템과 데이터를 송수신할 수 있게 하였다.

### 다양한 모델
주 기억 장치를 16 KB, 32 KB, 48 KB, 64 KB로 이용할 수 있는 5100은 $8,975와 $19,975 사이의 가격에 판매되었다. (오늘날 달러로 계산하면 $39.5 x 1000 ~ $87.8 x 1000)

## 프로그래밍 언어
5100은 APL, 베이직, 또는 두 프로그래밍 언어를 동시에 사용할 수 있었다. API 도입 시기에 메인프레임 컴퓨터에서만 이용이 가능했고, 왕 2200, HP 9830과 같은 대부분의 데스크톱 크기의 컴퓨터들은 베이직만 제공했다. 두 언어를 지원했던 머신들은 전면 패널에 토글 스위치를 제공하여 언어를 선택할 수 있게 했다. IBM의 엔지니어는 분석을 목적으로 도널드 폴로니스라는 베타 테스터에게 이에 관해 물어보았을 때 그는 사람들이 이것을 사용하기 위해 APL을 배워야 한다면 IBM 5100은 개인용 컴퓨터가 되지 않을 것이라고 답변했다. 특별한 APL 문자 집합과 APL 키보드가 APL을 쉽게 배우려는 초보자들에게는 주요 장애물이었다. APL은 벡터, 매트릭스의 데이터를 조작하는 강력한 기능을 제공하였지만 경쟁 상대였던 HP 9830은 매트릭스 기능을 위해 애드온 ROM에다가 언어 확장을 제공해야 했다.